# IOS 5
iOS 5 — является пятым крупным выпуском мобильной операционной системы iOS, разработанной Apple Inc. и являющейся преемницей iOS 4. Об этом было объявлено на Всемирной конференции разработчиков компании 6 июня 2011 г., а выпуск состоялся 12 октября 2011 г. На смену iOS 6 пришла 19 сентября 2012 г.
iOS 5 обновила уведомления, добавив временные баннеры, которые появляются в верхней части экрана, и представив Центр уведомлений, центральное место для всех последних уведомлений. Операционная система также добавила iCloud, службу облачного хранения Apple для синхронизации контента и данных между устройствами с поддержкой iCloud, и iMessage, службу обмена мгновенными сообщениями Apple. Впервые обновления системного программного обеспечения можно устанавливать по беспроводной сети, не требуя компьютера и iTunes. В iOS 5 также реализована глубокая интеграция с Twitter, введены жесты многозадачности на iPad и добавлен легкодоступный ярлык камеры с экрана блокировки.
iOS 5 получила положительные отзывы, но подверглась критике со стороны пользователей iPhone 4S, поскольку в первоначальном выпуске было плохое время автономной работы, сбои SIM-карт и эхо во время телефонных звонков. Эти проблемы были исправлены в последующих версиях.

## Хронология версий iOS 5

### Введение и первоначальный выпуск
iOS 5 была представлена на всемирной конференции разработчиков Apple 6 июня 2011 года, а бета-версия будет доступна для разработчиков позднее в тот же день.
iOS 5 была официально выпущена 12 октября 2011 года.

### Обновления

#### 5.0.1
iOS 5.0.1 была выпущена 10 ноября 2011 года, как первое обновление для iOS 5. В обновление включены исправления проблем с батареей.

#### 5.1
iOS 5.1 была выпущена 7 марта 2012 года вместе с новым iPad (3-го поколения). Обновление включало поддержку японского языка для Siri, переработанное приложение Camera для iPad, а также исправление ошибок, связанных с временем автономной работы.

#### 5.1.1
iOS 5.1.1 была выпущена 7 мая 2012 года. Обновление включает улучшения надежности для фотографий с большим динамическим диапазоном, исправления синхронизации закладок Safari и исправления ошибок.

## Особенности системы

### Уведомления
В предыдущих версиях iOS уведомления появлялись на экране в виде диалоговых окон, прерывая текущую активность. В iOS 5 уведомления обновлены и отображаются в виде временного баннера в верхней части экрана. Доступ к недавним уведомлениям также можно получить, потянув «Центр уведомлений» вниз от верхней части экрана. Пользователи, предпочитающие старую систему уведомлений, могут сохранить ее, выбрав соответствующую опцию в меню «Настройки».

### iCloud
iOS 5 представляет iCloud, службу облачного хранения данных Apple. Новый сервис позволяет пользователям бесплатно синхронизировать свою музыку, изображения, видео и данные приложений на всех своих устройствах с поддержкой iCloud.

### Беспроводные обновления
iOS 5 позволяет обновлять беспроводную систему на поддерживаемых устройствах, то есть компьютер и iTunes не нужны для обновления устройств. Как активация новых устройств, так и обновления могут выполняться по беспроводной сети.

### Интеграция с Twitter
iOS 5 имеет глубокую интеграцию с Twitter. Пользователи могут войти в Twitter прямо из меню настроек. Фотографии можно «твитнуть» непосредственно из приложений «Фото» или «Камера», а пользователи также могут отправлять твиты из приложений Safari, YouTube и Google Maps.

### Многозадачность
Жесты многозадачности дебютируют на iPad с выпуском iOS 5. Многозадачность позволяет пользователям переключаться между приложениями без двойного нажатия кнопки «Домой» и без предварительного перехода на главный экран. Жесты многозадачности были доступны только на iPad 2.

### Клавиатура
Клавиатуру iPad можно было отсоединить от нижней части экрана и разделить на две половины клавиатуры.

### Siri
Siri, голосовой помощник Apple, поддерживается только на iPhone 4S. Позже он был распространен на другие устройства в iOS 6.

## Возможности приложений

### Фотографии и камера[15]
Первый выпуск iOS 5 впервые позволил легко получить доступ к приложению «Камера» с экрана блокировки. Пользователи дважды щелкали кнопку «Домой», рядом с сообщением «Проведите, чтобы разблокировать» появлялся значок камеры, и пользователи нажимали на него, чтобы получить прямой доступ к камере. Обновление iOS 5.1 упростило процесс, убрав процедуру двойного щелчка кнопки «Домой», но требуя, чтобы пользователи проводили пальцем вверх по значку камеры. В целях безопасности, когда устройство заблокировано паролем, этот метод доступа к камере позволяет получить доступ только к приложению «Камера» и никаким другим функциям устройства.
Нажатие кнопки увеличения громкости позволяет пользователю сделать снимок.

### iMessage
iMessage, новая служба обмена мгновенными сообщениями, встроенная в приложение «Сообщения», позволяла любому, у кого есть устройство iOS 5, отправлять как обычные, так и мультимедийные сообщения любому, у кого есть совместимое устройство iOS 5. В отличие от SMS, сообщения, отправляемые через iMessage, используют Интернет, а не обычные текстовые сообщения по сотовой связи, но также, в отличие от обычных SMS, устройства Android и BlackBerry несовместимы с этой службой. iMessages синхронизируются между устройствами пользователя и имеют синий цвет, а обычные SMS — зеленый.

### Почта
Приложение iOS Mail включало форматирование текста, улучшенный контроль отступов, пометку сообщений и возможность перетаскивания адресов между строками «Кому», «Копия» и «СК».

### Напоминания
Напоминания позволяют пользователям создавать списки задач с оповещениями, которые могут быть основаны на дате или местоположении.

### Киоск
Газетный киоск действует не как собственное приложение, а как специальная папка. При выборе отображаются значки для всех периодических изданий, на которые подписан пользователь, таких как газеты и журналы. Новые выпуски загружаются автоматически.

### Музыка и видео
Приложение iPod было заменено отдельными приложениями «Музыка» и «Видео».

## Проблемы

### Проблемы с первоначальным обновлением
В первоначальном выпуске iOS 5 в октябре 2011 г. были обнаружены серьезные проблемы с обновлением, с ошибками во время установки и перегрузкой сервера Apple.

### Время автономной работы iPhone 4S
После жалоб пользователей Apple официально подтвердила, что у некоторых пользователей iPhone 4S у iOS 5 было плохое время автономной работы, и заявила, что предстоящее обновление программного обеспечения решит проблемы. В обновлении iOS 5.0.1 исправлены ошибки, связанные с проблемами с аккумулятором.

### Связь с Wi-Fi
В ноябре 2011 года Engadget сообщил, что обновление iOS 5 привело к обрыву соединения Wi-Fi у некоторых пользователей. В отчете также говорится, что «недавнее обновление iOS 5.0.1, безусловно, также не решило проблему», и ставится под сомнение, были ли эти события не связаны или были частью более крупной проблемы.

### Сбой SIM-карты
Некоторые пользователи iPhone 4S сообщали о проблемах с SIM-картой в iOS 5, получая сообщения об ошибках «Неверная SIM-карта» и «Сбой SIM-карты». Apple выпустила вторую сборку программного обеспечения обновления 5.0.1, предназначенную для устранения проблем с SIM-картой.

### Эхо телефонного звонка
Некоторые пользователи iPhone 4S сообщали о случайном появлении эха во время телефонных звонков, сделанных через наушники в первоначальном выпуске iOS 5. Другой участник разговора иногда не мог слышать разговор из-за этой проблемы.

## Приём
Многие аспекты iOS 5 получили положительные отзывы, в том числе новый центр уведомлений, возможность беспроводной синхронизации и обновления, iMessage и многое другое. Ричмонд Шейн из Telegraph сказал: «iOS 5 — это блестящее обновление и без того блестящей операционной системы. Разные люди ищут разные вещи в мобильной операционной системе. Вот почему некоторые люди предпочитают BlackBerry, Android или Windows Mobile. Я ценю простоту использования и внимание до мельчайших деталей в дизайне. С iOS 5 Apple продолжает предоставлять лучший пользовательский опыт из доступных».
Ричард Гудвин из Know Your Mobile сказал: «В целом, мы считаем, что iOS 5 - это всё, что нужно, чтобы стать чем-то большим. Нам не терпится вонзить в неё зубы, как только она выйдет осенью 2011 года».